# Росет (Тревизо)
Росет је насеље у Италији у округу Тревизо, региону Венето.
Према процени из 2011. у насељу је живело 103 становника. Насеље се налази на надморској висини од 226 м.